# 高島忠夫
高島 忠夫（たかしま ただお|1930年〈昭和5年〉7月27日 - 2019年〈令和元年〉6月26日）は、日本の俳優、歌手、タレント、司会者、映画解説者。東宝芸能最終所属。
兵庫県神戸市東灘区御影出身。本名は髙嶋 忠夫（読み同じ）。血液型はO型。
4人姉妹弟の長男。妻は女優でタレントの寿美花代。息子は俳優の髙嶋政宏と髙嶋政伸。弟は音楽プロデューサーの髙嶋弘之。姪はバイオリン奏者でタレントの高嶋ちさ子。

## 来歴

### 出生から学生時代まで
兵庫県武庫郡御影町（現在の神戸市東灘区御影）で、姉妹弟のいる4人姉弟の長男として出生。祖父は大地主で不動産収入があり、そのため父は琵琶師匠を自称していたが弟子もおらず、生涯定職につくことのない有閑階級の家庭であった。成績は優秀で神戸一中に進学。水泳部に所属した。同じクラスに作家の小松左京と國弘正雄がいた。小松とは、一緒にバンドを組んでいたこともある仲。
学制改革により六・三・三制となり、神戸一中5年から新制神戸高校3年へと進学するがジャズに没頭し、退学。翌年に関西学院高等部へ今で言う「水泳推薦」で編入学する。高校では団鬼六がボーカルだった軽音楽クラブに所属した。

### 芸能界へ
1951年に映画会社新東宝のニューフェイス「新東宝スターレット」の第1期生として芸能界入り。スターレット同期生は天知茂、久保菜穂子、小笠原弘、松本朝夫ら18人。映画界入りしたことで関西学院大学は2年で中退。なお大学の同期にキダ・タローと藤岡琢也がいる。
本名の「髙嶋忠夫」から芸名を「高島忠夫」として、21歳で上京し、東京暮らしを始める。俳優座で俳優の勉強とボイストレーニングをして、このときに歌の才能が認められ、本格的に歌の練習をやるよう勧められる。
1952年の映画『恋の応援団長』でデビュー。同年に『チョイト姐さん思い出柳』で初主演し、以後新東宝で主演級の歌うスターとして活躍。高島の映画出演は1950年代から1960年代が中心で100本以上の出演作の大半がこの時期のものである。特に『坊ちゃんシリーズ』の主役は当たり役となった。作曲もこなし、1958年には「東京ダーク・ムーン」をフランク永井に提供している。その後、「君はミュージカルスターになれる」との菊田一夫の誘いで東宝に移籍。東宝ミュージカルのほか、コミカルな演技が印象的な『キングコング対ゴジラ』や「日本製の本格的ミュージカル映画」として後年評価された『君も出世ができる』などの東宝映画や、東宝系列の宝塚映画に出演するようになる。共演の多い藤木悠とは、極楽コンビと称された。1963年には日本初のブロードウェイミュージカルとして上演された『マイ・フェア・レディ』に出演して評判となる。
女優の寿美花代とは、1961年に寿美が司会のテレビ番組『季節のミュージカル』にゲスト出演したことから知り合い、2年間の交際を経て、1963年に結婚。『ごちそうさま』で長く夫婦で共演していた。結婚後、長男・道夫をもうけるが、1964年に生後5か月で当時17歳の家政婦によって殺害されるという事件に見舞われる（高島忠夫長男殺害事件）。事件後、二男の政宏と三男の政伸をもうけている。
1968年、東映動画の『アンデルセン物語』では声優をこなし、ミュージカル仕込みの明朗なテノールの歌声を披露している。
東宝移籍後は壮年にさしかかるとバイプレーヤーとして脇に回り、『土曜ショー』の司会者をしたことをきっかけにテレビの仕事が増え始め、1970年代からは本格的にテレビに進出して司会業を行う。料理番組『ごちそうさま』やクイズ番組『クイズ・ドレミファドン!』などの司会業の他、『ゴールデン洋画劇場』では映画解説をつとめ、いずれも長期に渡る人気番組のホスト役として活躍する。
1970年代半ばには暴飲暴食により、糖尿病を発症。一時は体重が120kg近くになったが、和食中心の食事にして3年後に体重を70kg台に落とした。
1980年代後半に次男の政宏、三男の政伸がともに俳優としてデビュー。以降は芸能一家の代表格として親しまれる。1993年からは家族4人共演でファミリーコンサートを定期開催した。
1995年に実家が阪神・淡路大震災で被災して全壊。

### 晩年
糖尿病を発症して以後、一時禁酒したがダイエットに成功した頃より飲酒を再開。不眠症で酒と睡眠薬に頼り眠る日々で、アルコール依存症になっていた。
1971年から1996年までの25年間続けて愛着のあった仕事である『ごちそうさま』の司会交代や母親が入院（2000年死去）したことなどがきっかけで、1998年に重度のうつ病を発症し、レギュラー番組の『ゴールデン洋画劇場』『暴れん坊将軍』など4本を降板し休養・治療にあたる。降板にあたっては「糖尿病である」と事情説明をした。翌年に症状が良化の兆候を見せたことから仕事復帰し、復帰初仕事のトーク番組『徹子の部屋』の出演の際にうつ病だった事実を告白した。しかし無理がたたって再発し、再び療養期間を設ける。2004年ごろから徐々に芸能活動を再開、2007年春から完全復帰。以降は家族とともに、うつ病への理解を深める活動を行った。
高島の闘病生活は2007年6月にドラマ化された（ドキュメンタリー・ドラマ『うつへの復讐 〜絶望からの復活〜』、日本テレビ、6月26日放送）。
さらにパーキンソン病を発症し、2010年には不整脈のため心臓にペースメーカーを取り付ける手術を行った。2013年6月18日には「カスペ!」（フジテレビ）で『独占密着!真実の高島ファミリー「忠夫さん、死ぬまで一緒やで」〜寿美花代・献身愛で闘う夫の病〜』と題し、5年ぶりにテレビ出演を果たした。
2017年8月に初孫が誕生。
2019年6月26日13時1分、老衰のため、東京都内の自宅にて死去。88歳没。墓所は川崎市春秋苑。

## 人物像
明るく楽しいキャラクターをセールスポイントにし、妻の寿美とはおしどり夫婦のイメージ通りに夫婦げんかをしたことがなかった。次男の政宏によれば、うつ病を発症するまでは家庭でもテレビなどと同じように明るくテンションが高かったという。そのため、長い躁状態から鬱状態になったのではないかと推測している。
新東宝時代も、調子のいい男とみられたり、ぼんぼんという感じだったという。一方で関西弁だからと、井上梅次の映画の配役から外されたことがあった。
父親の影響により、幼少期から音楽の才能に恵まれていたといい、『キングコング対ゴジラ』ではドラム演奏を披露している。
家族ともども世界的シンガーであるフリオ・イグレシアスの大ファンで、1985年8月に『クイズ・ドレミファドン!』にイグレシアスが出演して以降、家族ぐるみで付き合いがある。音楽番組やバラエティー番組では、よくイグレシアスとのエピソードを披露している。2010年の7年ぶりのコンサートにも、観客の立場ながら同行していた。
前述の「カスペ!」の密着取材においても、イグレシアスの台湾公演で再会した模様を取り上げ、普段は倒れないようにと持っていた杖を使わず、自力で立ち上がり、ステージ終了後にも楽屋裏で対面した。
東宝へ移籍した当初は東宝生粋の俳優らに引け目を感じていたが、『キングコング対ゴジラ』で主演を務めたことにより「東宝の役者として認められた」と感慨深い思いであったことを述べている。一方で、新婚旅行でロサンゼルスを訪れた際にハリウッドの記者から取材を申し込まれたが、高島自身が知られていたわけではなく、当時『キングコング対ゴジラ』が全米公開されていたことによるものであり、ゴジラのことばかり聞かれ憤慨したという。三男の政伸は、後年に家族旅行で訪れたアメリカにて忠夫が始球式を務めた際も、「ゴジラに出演した俳優」と紹介されゴジラのテーマが流されていたと証言している。
飛行機を苦手としており、『怪獣島の決戦 ゴジラの息子』でグアムロケを行った際は、東宝が特例として妻の分の飛行機の席も用意すると申し出たが、高島はこれを拒み一人日本に残った。ロケ先では高島に似た現地人を代役に起用して撮影が行われ、高島は映画を見て笑ってしまったという。

## 家族・親族
弟・髙嶋弘之は音楽プロデューサーで、姪・高嶋ちさ子はヴァイオリニストとして活動しながら、バラエティ番組への出演も多い。ちさ子の夫はソニー創業者一族の盛田賢司（盛田正明の次男、盛田昭夫の甥）で、母方の祖父は岩手県出身の実業家・瀬川弥右衛門。妻・寿美花代は女優で、長男・髙嶋道夫、次男・髙嶋政宏（妻はミュージカル女優のシルビア・グラブ）、三男・髙嶋政伸を産んだ。先祖に三平汁の開発者とされる斉藤三平がいると、自身が著書で述べている。
弟・弘之とは母の介護方針を巡って対立し、忠夫のアルコール依存症や不眠を起因とするうつ病から互いの一家が疎遠になったため、マスコミからは「絶縁状態」と報じられた。現に、弘之の妻が死去した際も、忠夫が死去した際も、互いに弔問や葬儀にも参列していない。ただ、忠夫の死去をきっかけに、両家の歩み寄りのきざしも見えているという。

## 出演作品

### テレビ番組
- ワールドクイズ（フジテレビ、司会）
- クイズ・ドレミファドン!（フジテレビ、司会）
当時、高島のセールスポイントでもあったテンションの高い、臨機応変でスピード感が溢れる進行ぶりは番組の名物ともなる一方、エスカレートした際、解答者を置いてけぼりにしかねないとスタッフから指摘されたこともあったという。この番組で生まれた「イエーイ!」のフレーズは以後高島の代名詞ともなった。
- クイズ!年の差なんて（フジテレビ、解答者）
NGワード（この言葉を書くと自分のチームが減点されて相手チームの得点となる）を最も多く出したので、歌詞穴埋め問題では必ず最初に指名されていた。指名されるときはヤングチームから「イエーイ!」と呼ばれた。政伸、政宏の属するヤングチームと対抗して戦ったことがある。
- アメリカ横断ウルトラクイズ（日本テレビ、総合司会 第1回 - 第12回）
スタジオにて、ルート紹介や軽妙な進行を石川牧子と担当。1987年の第11回大会では、挑戦者として参加もした。
2008年の『いつみても波瀾万丈』にゲスト出演した際、『アメリカ横断ウルトラクイズ』で共演した福留功男から、「この局は今年開局55周年記念ですから、またあの番組をやるかも知れませんので、その時はよろしくお願いします」と、闘病から復帰した高島へ労いの言葉を送られた。
- ごちそうさま（日本テレビ、寿美花代とともに司会）
- ゴールデン洋画劇場（フジテレビ、解説者）
フランクなキャラクターを活かした解説ぶりで、長期にわたり同番組の顔と呼ばれた。数多くの映画解説を担ってきたが、及第点を与えられない作品でも番組ではもっともらしく解説しなければならない場合があることを残念に思っていた。
- 三枝の愛ラブ!爆笑クリニック（関西テレビ、パネラー）
- 高島忠夫とヒット歌謡大全集（TBS、司会）
- 土曜ショー→土曜奥様ショー（NET、司会）
- 23時ショー（NET、司会）
- 木曜スター対抗戦（NET、司会）
- 日本歌謡大賞（TBS以外在京民放キーテレビ局、司会）
- オーケストラがやってきた（TBS系、司会）- 番組末期に司会を担当
- 正解のないクイズ（フジテレビ系、司会）
- ザ・トップテン（日本テレビ系、堺正章休演時の代打司会）
- オット危険な嫁姑!（関西テレビ・関西ローカル、宮川大助・花子とともに司会）
- ダウンタウンDX（読売テレビ）
- おっちゃんVSギャル（朝日放送・関西ローカル、解答者）
- 投稿!特ホウ王国（日本テレビ、審査委員長）
- ホンマかいな!（関西テレビ・関西ローカル、月亭八方とともに司会）
- 映像クイズ・ア!知ッテレビジョン（フジテレビ系、司会）
- ゆく年くる年（全民放、総合司会）
- 1973年ミス・インターナショナル世界大会（フジテレビ系列、司会）[55]
- 仰天!ひらめき研Q所（テレビ東京）
- ライフ☆イズ☆家〜イ!（BSフジ、2006年 一家で出演）[56][57]
- アメリカ大陸横断クイズ!!（フジテレビ。1978年9月12日に『火曜ワイドスペシャル』で放送）
- '81春休みアニメまつり「うわさのアニメ総登場！」(フジテレビ。1981年3月21日放送）

### ラジオ番組
- 高島忠夫のセ・シ・ボン（TBSラジオ）
- お元気ですか高島忠夫です（旧題「ダイナミック・ジャンボ」→「高島忠夫の気ままなジャンボ」　文化放送）
- 全国歌謡ベストテン（文化放送）
- ゴールデン・ステージ（ニッポン放送）
- 今日のひとこと

### テレビドラマ
- あんみつ姫（1958年 - 1960年、KR、現・TBS）
- 高島忠夫の坊ちゃんシリーズ（1959年、日本テレビ）
- 坊つちやん（1960年、NET、現・テレビ朝日） - 坊っちゃん役
- ヨーイドン（1965年、フジテレビ）主人公の建築技師役
- 新・新三等重役（1966年、日本テレビ）
- ある美人の一生（1969年-1970年、フジテレビ） - 主人公の夫 役
- 細うで繁盛記（1970年-1974年、読売テレビ） - 清二（山水館板長）役
- 月曜ドラマスペシャル 『自主退学』（1990年、TBS） - 校長役
- 愛してるよ!先生（1990年、TBS）
- 世にも奇妙な物語　『もう一人の花嫁』（1991年、フジテレビ） ‐ 伊藤良雄（特別出演） 役
- 嫁の出る幕（1994年、テレビ朝日） - 大沢達也 役
- 八神くんの家庭の事情（1994年、テレビ朝日）
- 西村京太郎トラベルミステリー（1995年、テレビ朝日・土曜ワイド劇場） - 十津川警部 役（三橋達也が病気療養のため代役）
第28作「特急ゆふいんの森殺人事件」
- 暴れん坊将軍VIIIシリーズ - IXシリーズ第15話（1997年 - 1999年、テレビ朝日） - 3代目御側御用取次・宍戸官兵衛役
病気のため途中降板。後任は名古屋章。
- ふたりっ子（1996年、NHK総合 連続テレビ小説） - 有沢英之 役
- 新幹線'97恋物語 第11話「結婚は命がけ!?」（1997年、TBS）
- 鶴亀ワルツ（1998年、NHK総合・BS2）
- うつへの復讐 〜絶望からの復活〜（2007年、日本テレビ系列）
高島家の4人がインタビューで出演。再現ドラマ部分では、松方弘樹が忠夫を演じた。

### 映画
- 恋の応援団長（1952年、新東宝） - 竹田儀一 役
- 浅草四人姉妹（1952年、新東宝） - 三平 役
- チョイト姐さん思い出柳（1952年、新東宝） - 信一 役
- 愛の砂丘（1953年、新東宝）
- 女といふ城（新東宝） - 築地京介 役
  - 女といふ城 マリの巻（1953年）
  - 女といふ城 夕子の巻（1953年）
- 愛の砂丘（1953年、新東宝） - 相沢歩 役
- アジャパー天国（1953年、新東宝） - 土井浩一 役
- 戦艦大和（1953年、新東宝） - 高田少尉 役
- 青春ジャズ娘（1953年、新東宝） - 田原 役
- わが恋はリラの木蔭に（1953年、新東宝） - バレー団員山川 役
- 純情社員（1953年、新東宝） - 金田一平 役
- 叛乱（1954年、新東宝）[注釈 3]
- 娘十六ジャズ祭り（1954年、新東宝） - 新井謙一 役
- ジャズ・オン・パレード1954年 東京シンデレラ娘（1954年、新東宝） - 新井 役
- 重盛君上京す（1954年、新東宝） - 太陽先生 役
- 鶴亀先生（1954年、新東宝） - 畑中次郎 役
- 娘ごゝろは恥づかしうれし（1954年、新東宝） - 三枝 役
- 若旦那の御縁談（1955年、新東宝） - 小川明夫 役
- 爆笑青春列車（1955年、新東宝） - 長谷川 役
- 森繁の新入社員（1955年、新東宝） - 義経八郎 役
- 皇太子の花嫁（1955年、新東宝） - 酒巻大作 役
- のんき裁判（1955年、新東宝） - 被告 役
- 森繁のやりくり社員（1955年、新東宝） - 青柳 役
- 初恋三人息子（1955年、東宝） - 二郎 役
- 三等社員と女秘書（1955年、新東宝） - 月岡大助 役
- お嬢さん女中（1955年、新東宝） - 奈良新平 役
- 北海の叛乱（1956年、新東宝） - 森一等運転士 役
- 森繁の新婚旅行（1956年、新東宝） - 木下 役
- 君ひとすじに（1956年、新東宝） - 波島隆 役
  - 続・君ひとすじに（1956年、新東宝）
  - 君ひとすじに 完結篇（1956年、新東宝）
- チエミの初恋チャッチャ娘（1956年、東宝） - 小山啓二 役
- 大学の武勇伝（1956年、新東宝） - 小野政吉 役
- 栄光と驀走王（1956年、新東宝） - 野上俊介 役
- 大学の剣豪 京洛の暴れん坊（1956年、新東宝） - 小野政吉 役
- 思い出月夜（1956年、富士映画） - 町田国彦 役
- 女大学野球狂時代（1956年、新東宝） - 河崎栄治 役
- 新妻鏡（1956年、新東宝） - 醍醐博 役
- 軍神山本元帥と連合艦隊（1956年、新東宝） - 藤田少佐 役
- 空飛ぶ円盤恐怖の襲撃（1956年、新東宝） - 林正夫 役
- 坊ちゃんの逆襲（1956年、富士映画） - 高田祐二 役
- 美男をめぐる十人の女（1956年、新東宝） - 大山虎彦 役
- おしゃべり社長（1957年、東京映画） - 袴田光一 役
- 角帽と女子大三人組（1957年、新東宝） - 真田俊一 役
- ドライ夫人と亭主関白（1957年、富士映画） - 五橋日也 役
- 日米花嫁花婿入替取替合戦（1957年、新東宝） - 松川大吉 役
- 明治天皇と日露大戦争（1957年、新東宝） - 乃木保典 役
- 「青春万歳」より 源平恋合戦（1957年、新東宝） - 金森菊次（弁慶） 役
- 坊ちゃんの主将（1957年、富士映画） - 竹岡金太郎 役
- ひばりが丘の対決（1957年、新東宝） - 花山勇吉 役
- 戦雲アジアの女王（1957年、新東宝） - 山野英介 役
- 坊ちゃん天国（1958年、富士映画） - 朝日奈忠彦 役
- 天皇・皇后と日清戦争（1958年、新東宝） - 山田一太郎二等兵 役
- 坊ちゃんの野球王（1958年、富士映画） - 横川大二郎 役
- 新日本珍道中 西日本の巻（1958年、新東宝） - 黒田忠夫 役
- 坊ぼん罷り通る（1958年、富士映画） - 水島光一 役
- 続新日本珍道中 東日本の巻（1958年、新東宝） - 高石カメラマン 役
- 大江戸千両祭（1958年、東宝） - 大高源吾 役
- 警察官出世パトロール（1958年、富士映画） - 高木弥一 役
- 爆笑王座征服（1958年、新東宝） - 挨拶・歌
- 女王蜂の怒り（1958年、新東宝） - 歌手 役
- 坊ちゃんに惚れた七人娘（1959年、富士映画） - 真田幸三 役
- カックン超特急（1959年、新東宝） - 新東洋映画スター 役
- 貞操の嵐（1959年、新東宝） - 八木橋稔 役
- 影法師捕物帖（1959年、新東宝） - 瓦版売り 役
- 坊ちゃんとワンマン親爺（1959年、富士映画） - 高山太左衛門 役
- 暴力娘（1959年、富士映画） - ポールの歌手 役
- 嵐を呼ぶ楽団（1960年、宝塚映画） - 三谷純 役
- 若社長と爆発娘（1960年、富士映画） - 富士義夫 役
- 珍品堂主人（1960年、東宝） - 佐山 役
- 爆笑嬢はん日記（1960年、宝塚映画） - 田島孝夫 役
- 別離の歌（1960年、東宝） - 野本修一 役
- 恐妻党総裁に栄光あれ（1960年、東宝） - 若山春彦 役
- 噛みついた若旦那（1960年、東京映画） - 奥山新太郎 役
- 太陽を抱け（1960年、宝塚映画） - 千葉隆彦 役
- 若旦那奮戦す（1960年、宝塚映画） - 国夫 役
- お姐ちゃんに任しとキ!（1960年、宝塚映画） - 松野松左衛門 役
- がめつい奴（1960年、東宝） - 向山健太 役
- 弥次喜多珍道中 中仙道の巻（1960年、富士映画） - 沓掛時次郎 役
- 唄祭ロマンス道中（1960年、宝塚映画） - 小出陽之助 役
- お姐ちゃんはツイてるぜ（1960年、東宝） - 大津彦一 役
- サザエさんシリーズ（東宝） - 鵜の目高助 役
  - サザエさんとエプロンおばさん（1960年）
  - 福の神 サザエさん一家（1961年）
- 出世コースに進路をとれ（1961年、東宝） - 高木正夫（お嬢） 役
- 七人の敵あり（1961年、宝塚映画） - 広瀬克之 役
- 別れて生きるときも（1961年、東宝） - 井波謙吾 役
- 女家族（1961年、宝塚映画） - 関孝夫 役
- サラリーマン弥次喜多道中（1961年、東宝） - 喜多岡八郎 役
  - 続サラリーマン弥次喜多道中（1961年、東宝）
- 河内風土記 続おいろけ説法（1961年、宝塚映画） - 国島信吉 役
- 花影（1961年、東京映画） - 清水文雄 役
- ガンパー課長（1961年、東宝） - 武中雄吉 役
- アワモリ君西へ行く（1961年、宝塚映画） - 高田 役
- 乾杯!サラリーマン音頭（1962年、宝塚映画） - 久保田哲治 役
- サラリーマン 権三と助十（1962年、東宝） - 助川十吉 役
- 女難コースを突破せよ（1962年、東宝） - 高木正夫 役
- 雲の上団五郎一座（1962年、宝塚映画） - 柳川社長 役
- 重役候補生No.1（1962年、東宝） - 大川桃太郎 役
- ゴジラシリーズ（東宝）
  - キングコング対ゴジラ（1962年） - 桜井修 役[58][5]
  - 怪獣島の決戦 ゴジラの息子（1967年） - 楠見博士 役[58][5]
  - ゴジラvsメカゴジラ（1993年） - 細野所長 役[59][5]
- 新・狐と狸（1962年、宝塚映画） - 蓮沼 役
- 忠臣蔵 花の巻・雪の巻（1962年、東宝） - 間十次郎 役
- サラリーマン権三と助十 恋愛交叉点（1962年、東宝） - 助川十吉 役
- 風流温泉 番頭日記（1962年、宝塚映画） - 沖 役
- 女に強くなる工夫の数々（1963年、東宝） - 三宅五郎 役
- 六本木の夜 愛して愛して（1963年、東宝） - 大木検事 役
- ハイハイ3人娘（1963年、東宝） - 飯田幸四郎 役
- にっぽん実話時代（1963年、東宝） - 伊達康介 役
- イチかバチか（1963年、東宝） - 北野真一 役
- 海底軍艦（1963年、東宝） - 旗中進 役[58]
- ひばり・チエミ・いづみ 三人よれば（1964年、東宝） - 高野修 役
- 君も出世ができる（1964年、東宝） - 中井剛 役
- 現代紳士野郎（1964年、宝塚映画） - 小宮順二 役
- 団地・七つの大罪（1964年、宝塚映画） - 花井正男 役
- フランケンシュタイン対地底怪獣（1965年、東宝） - 川地堅一郎 役[1]
- 馬鹿と鋏（1965年、東宝） - 佐賀三郎 役
- 女は幾万ありとても（1966年、東宝） - 永島洋介 役
- じゃじゃ馬ならし（1966年、東宝） - 篠田正夫 役
- 沈丁花（1966年、東宝) - 峰岸 役
- 狸の休日（1966年、東宝） - 松本敬二 役
- 坊ちゃん社員（東宝） - 山村清 役
  - 坊ちゃん社員 青春は俺のものだ!（1967年）
  - 坊ちゃん社員 青春でつっ走れ!（1967年）
- カモとねぎ（1968年、東宝） - 丸木久平 役
- モンブランは招く（1969年、ドイツ映画） - ナレーション
- 水戸黄門漫遊記（1969年、東宝） - 渥美格之丞 役
- 喜劇 おめでたい奴（1971年、東宝） - 高島 役
- 陸軍落語兵（1971年、大映） - 秋山二等兵 役
- 悲しい色やねん（1988年、東映） - 夕張寿美雄 役
- 新極道の妻たち 惚れたら地獄（1994年、東映） - 村木俊作 役
- 女ざかり（1994年、松竹） - 浅岡平五郎 役

### CM
- ブリタニカ百科事典
- 日本新薬 アピ内服液
- トヨタ自動車 コロナマークII（初代）（妻・寿美と共演）
- ブックローン ファランドール絵本（1970年代後半）
- フェザー安全剃刀
- 三洋電機 冷蔵庫
- 月桂冠 （1970年代-1980年代前半 夫婦で出演したものもある）
- 西川産業 羽毛ふとん
- ワーナー・ランバート リステリン（1985年）
- 味の素  味の素のおみそ汁（1980年）、パル・スイート（1985年）
- メガネトップ（1985年。小林繁と共演）
- ローソン（1990年）
- 富士フイルム 写るンです（妻・寿美、息子・政宏政伸兄弟と共演）

### 声優
- アンデルセン物語（1968年、眠りの精オーレおじさん[60]）
- プッチーニ（1973年、ジャコモ・プッチーニ〈アルベルト・リオネルロ〉）[61]
- ベン・ハー（1974年、ティベリウス〈ジョージ・レルフ〉）フジテレビ版〈BD収録〉[62]
- ミクロアドベンチャー!（1997年、ナイジェル・チャニング博士〈エリック・アイドル〉）

## 著書
- 『高島忠夫の洋食劇場』旺文社〈旺文社文庫〉、1983年6月25日。ISBN 4010642416。NDLJP:12104912。
- 高島忠夫の守護霊のおかげです　あなたを幸せにする“愛霊”の法（主婦と生活社・1992年9月） ISBN 4391114801
- 高島忠夫の忘れられない、あの一言（ごま書房・1997年12月）ISBN 4341081632
- 「うつ」への復讐 絶望から六年目の復活（光文社・2004年3月）ISBN 4334974384

## 音楽作品
- パ・パヤ・ママ（1954年発売、ペリー・コモのカバー）
- パパはマンボがお好き（1955年発売。ペリー・コモのカバー、金色仮面[注釈 4]とデュエット。江利チエミとの競作。金色仮面のSPレコード「スコキアーン」のB面曲）
- 銀座の若旦那（1955年1月発売。新東宝映画「若旦那の縁談」主題歌）
- ニッポン・トウキョー・ケ・サラ・サラ（1955年3月発売。金色仮面とデュエット）
- アラビヤ新婚旅行（1955年4月発売。宮城まり子とデュエット）
- マンボ息子（1955年8月発売）
- 空の港は霧ふかく（1956年6月発売。築地容子とデュエット）
- 波止場の人気者（1956年10月発売）
- 貴方だけのブルース（1958年5月発売）
- 東京ダーク・ムーン（1958年5月発売　作曲を担当　フランク永井への提供曲）
- 白い小さなあのホテル（1958年11月発売。新東宝映画「新日本珍道中」主題歌）
- 結婚しましょう（1959年1月発売）
- キューバに上陸（1959年3月発売）
- 二人だけのブルース（1959年3月発売）
- 首ったけロック（1959年5月発売）
- あの空だけは知っている（1959年5月発売）
- 男の星座（1960年4月発売。新東宝映画『若社長と爆発娘』主題歌）
- バナナの唄（1960年5月発売。朝丘雪路とデュエット。松竹映画『バナナ』主題歌）
- 君はすばらしいつばさを持っている（『アンデルセン物語』挿入歌、朝日ソノラマ『アンデルセン物語』M-117に収録）
- お父さん（1974年12月25日発売。堀江美都子とデュエット。テレビ朝日系列『土曜奥さまショー』より）
- 人生まだ半分（1987年4月1日発売）
- 約束-PROMESA-（1988年6月25日発売）
- 東宝株式会社社歌（高島忠夫、草笛光子）作詞：佐原文吾 作曲：古関裕而